# 메르옐렌제
메르옐렌제(Märjelensee) 또는 메르옐렌 호수(Lake Märjelen)는 스위스 발레주의 호수이다. 19세기에 알레치 빙하의 동쪽에 형성되었다. 다양한 작은 호수들이 엑기스호른(해발 2,927m)과 슈트랄호른(해발 3026.5m) 사이의 계곡에 있다.

## 역사
당시 메르옐렌제는 19세기에 알레치 빙하 높이에서 자연적으로 댐으로 만들어 얼음 저수지 (또는 “Gletscherrandsee”)를 형성했으며 길이는 최대 1.6km, 너비는 500m에 달했다. 오늘날 얼음 가장자리에 형성된 호수(길이 100m, 깊이 약 60m)는 때때로 ‘힌터제’(Hintersee)라고 불리기도 한다.
마사 계곡의 알레치 빙하 아래에 심각한 홍수 피해를 일으키는 데 사용된 틈새를 통해 갑자기 흘러내리는 댐의 물의 결과로 당시 큰 호수였던 곳이 분화했다.
이러한 분화 외에도 19세기 피셔탈(Fieschertal)의 바이스바서(Weisswasser)에 피해를 입힌 홍수가 있었다.
얼음 저장소의 폭발로 인한 추가 피해를 방지하기 위해 1828년과 1829년에 피셔탈 방향으로 크고 작은 운하가 건설되었다. 도랑은 실패했거나 계곡의 추가 물에 관심이 없었던 피셔에 의해 채워졌을 수 있다. 1895년 여름, 최대 수위를 제한할 수 있는 길이 500m가 넘는 구호 터널을 팠다. 20세기 빙하 후퇴로 인해 이 구호 터널은 1896년에 한 번만 운영되었다.
1901년 이래로 오늘날 훨씬 작아진 메르옐렌제는 몇 가지 예외를 제외하고 매년 소진되었다. 저장 지점은 현재 오래된 구호 터널 아래 60m 정도 떨어져 있다. 기비둠 저수지도 만들어졌기 때문에 마사강의 홍수는 더 이상 론 계곡을 범람할 수 없다.